# Liste der Biografien/Lub
Liste der Biografien |
Portal Biografien |
Personensuche
# |
A |
B |
C |
D |
E |
F |
G |
H |
I |
J |
K |
L |
M |
N |
O |
P |
Q |
R |
S |
T |
U |
V |
W |
X |
Y |
Z |
?
 
La |
Lb |
Lc |
Le |
Lg |
Lh |
Li |
Lj |
Ll |
Lm |
Lo |
Lp |
Lt |
Lu |
Lv |
Lw |
Lx |
Ly |
Lz
 
Lua |
Lub |
Luc |
Lud |
Lue |
Luf |
Lug |
Luh |
Lui |
Luj |
Luk |
Lul |
Lum |
Lun |
Luo |
Lup |
Luq |
Lur |
Lus |
Lut |
Luu |
Luv |
Luw |
Lux |
Luy |
Luz
Die Liste der Biografien führt alle Personen auf, die in der deutschsprachigen Wikipedia einen Artikel haben. Dieses ist eine Teilliste mit 303 Einträgen von Personen, deren Namen mit den Buchstaben „Lub“ beginnt.

## Lub

### Luba
- Luba, Mary (* 1993), US-amerikanische Fußballspielerin
- Lubac, Henri de (1896–1991), französischer katholischer Theologe, Jesuit und Kardinal
- Lubach, Arjen (* 1979), niederländischer Komiker, Fernsehmoderator und MusikproduzentArjen Lubach (* 1979)

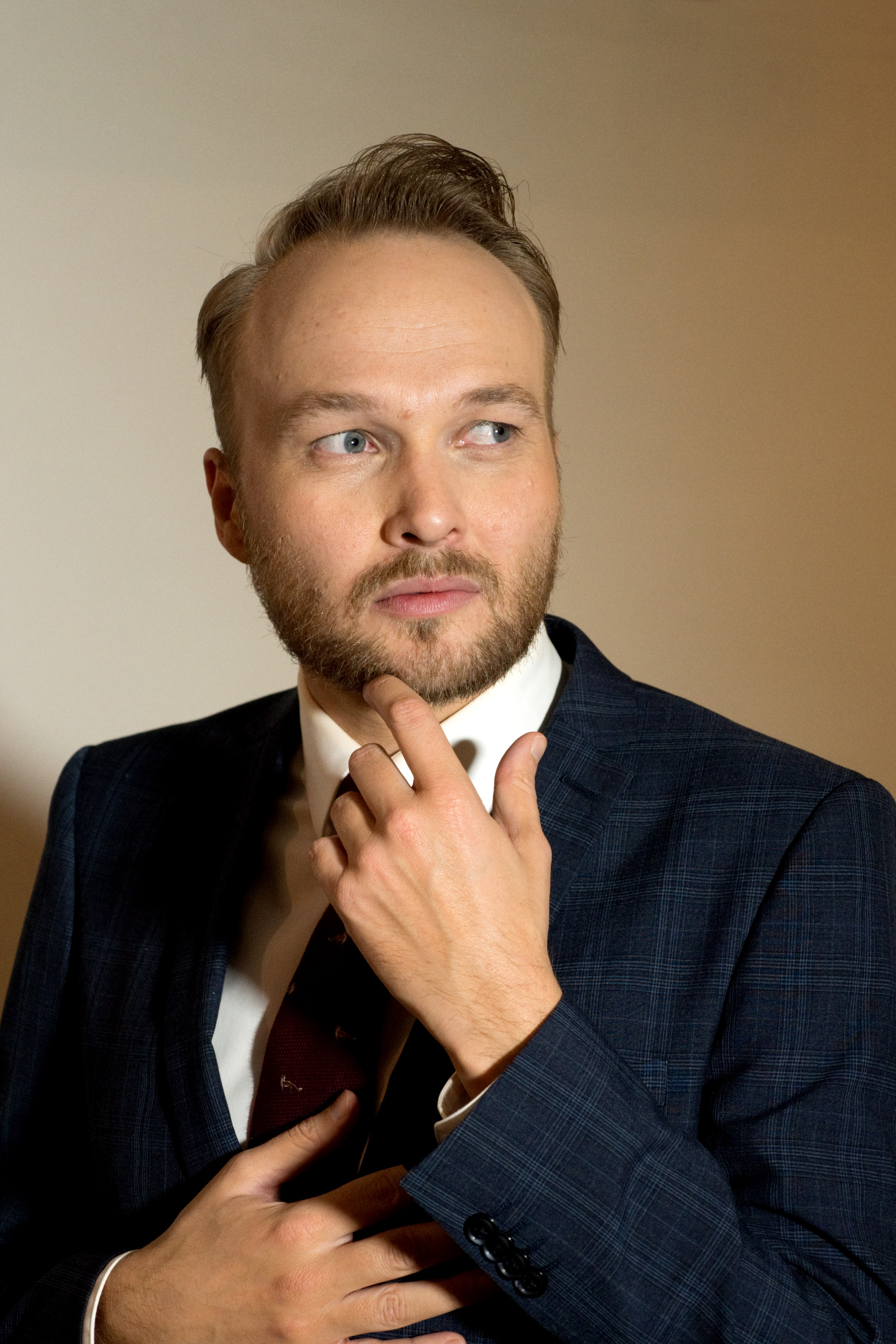
Arjen Lubach (* 1979)

- Lubach, Rafael (* 2005), deutscher Fußballspieler
- Lubah, Aatish (* 1995), mauritischer Badmintonspieler
- Lubahn, Johannes (1879–1969), deutscher Bodenreformer
- Lubaki Nganga, Raphaël (1934–1987), kongolesischer Geistlicher, Bischof von Matadi
- Lubalin, Herb (1918–1981), US-amerikanischer Typograf und Grafiker
- Lubamba Ndjibu, Placide (* 1959), kongolesischer Ordensgeistlicher, römisch-katholischer Bischof von Kasongo
- Lubambo, Romero (* 1955), brasilianischer Jazzmusiker
- Luban, Ottokar (* 1937), deutscher Historiker und Sekretär der internationalen Rosa-Luxemburg-Gesellschaft
- Luban-Plozza, Boris (1923–2002), Schweizer Arzt, Psychiater, Psychosomatiker und Sozialmediziner
- Lubana bint Ali ibn al-Mahdi, Prinzessin der Abbasiden-Dynastie und Ehefrau des Abbasiden-Kalifen Al-Amin
- Lubandji, Ochumba (* 2001), sambische Fußballspielerin
- Lubanga, Thomas (* 1960), kongolesischer Milizführer aus der Demokratischen Republik Kongo und mutmaßlicher Kriegsverbrecher
- Lubanski, Heinz (* 1948), deutscher Fußballspieler und -trainer
- Lubański, Włodzimierz (* 1947), polnischer FußballspielerWłodzimierz Lubański (* 1947)

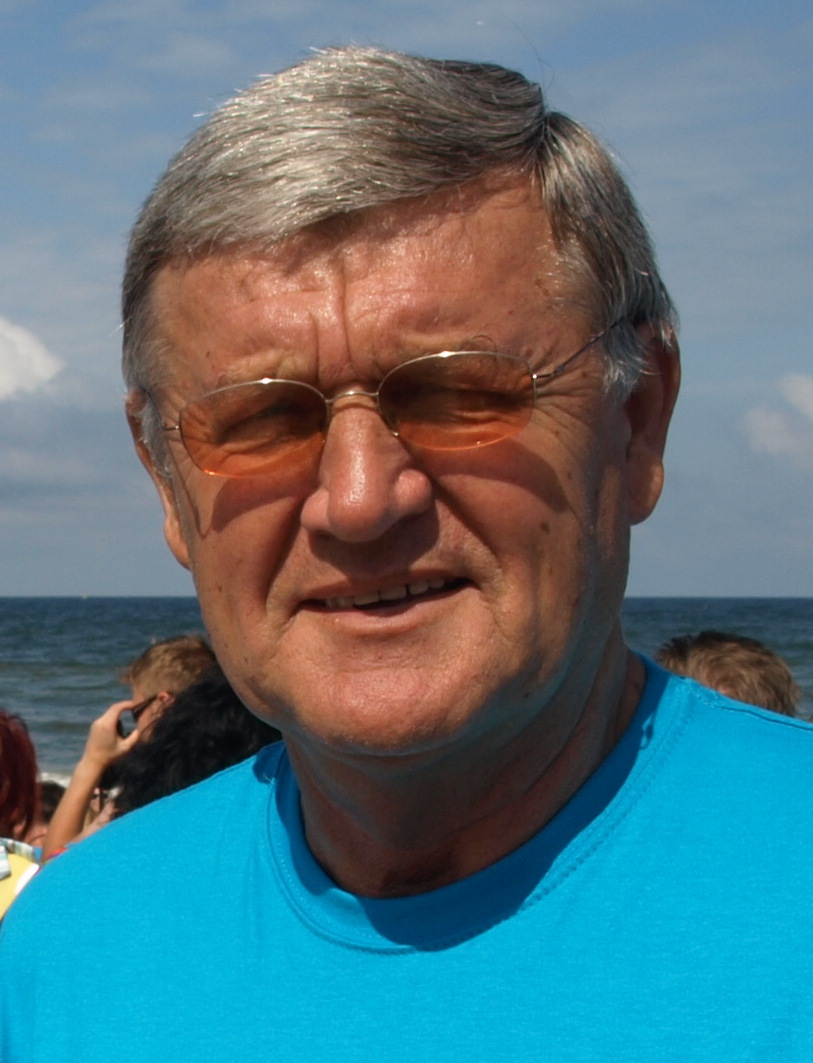
Włodzimierz Lubański (* 1947)

- Lubany, Leem (* 1997), israelische Schauspielerin
- Lubar, David (* 1954), US-amerikanischer Schriftsteller und Spieleentwickler
- Lubarda, Branko (* 1955), serbischer Jurist und Richter am Europäischen Gerichtshof für Menschenrechte
- Lubarda, Petar (1907–1974), jugoslawischer Maler
- Lubarsch, Otto (1860–1933), deutscher Pathologe und Hochschullehrer
- Lubas, Ondřej (* 1968), tschechischer Badmintonspieler
- Lubasa, Narciso (* 1989), deutsch-angolanischer Fußballspieler
- Lubasch, Günter (* 1944), deutscher Fußballspieler
- Lubaszenko, Olaf (* 1968), polnischer Regisseur und Schauspieler
- Lubat, Bernard (* 1945), französischer Jazz-Musiker
- Lubatti, Henri, US-amerikanisch-französischer Schauspieler und Synchronsprecher
- Lubauskas, Vytautas Petras (1939–2018), litauischer Politiker
- Lubawinski, Alex (* 1950), deutscher Politiker (SPD), MdA

### Lubb
- Lubbadeh, Jens (* 1973), deutscher Wissenschaftsjournalist und Science-Fiction-Schriftsteller
- Lubbe Onneken († 1476), ostfriesischer Häuptling zu Kniphausen
- Lubbe Sibets († 1420), ostfriesischer Häuptling zu Burhave
- Lübbe, Anna, deutsche Juristin und Hochschullehrerin
- Lübbe, Enrico (* 1975), deutscher Theaterregisseur
- Lübbe, Erich (1891–1977), deutscher Gewerkschafter und Politiker (USPD, SPD, SED), MdR
- Lübbe, Friedrich-Wilhelm (* 1938), deutscher Brigadegeneral der Luftwaffe der Bundeswehr
- Lubbe, Gareth (* 1976), südafrikanischer Musiker (Bratsche, Obertongesang)
- Lübbe, Gustav (1918–1995), deutscher Verleger
- Lübbe, Heinrich (1884–1940), deutscher Maschinenbauingenieur und Erfinder
- Lübbe, Hermann (* 1926), deutscher Philosoph
- Lubbe, Jacob, deutscher Kaufmann und Chronist
- Lubbe, Marinus van der (1909–1934), niederländischer Arbeiter, Hauptverdächtiger im Fall des Reichstagsbrands 1933Marinus van der Lubbe (1909–1934)

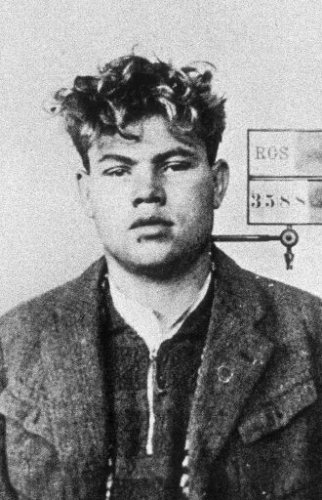
Marinus van der Lubbe (1909–1934)

- Lubbe, Melanie (* 1990), deutsche Schachspielerin
- Lubbe, Nikolas (* 1990), deutscher Schachspieler
- Lübbe, Stefan (1957–2014), deutscher Verleger
- Lübbe, Ursula (1922–2016), deutsche Verlegerin
- Lübbe, Vollrath (1894–1969), deutscher Generalleutnant im Zweiten Weltkrieg
- Lübbe, Weyma (* 1961), deutsche Philosophin und Hochschullehrerin
- Lübbe-Wolff, Gertrude (* 1953), deutsche Juristin, Richterin des Bundesverfassungsgerichts
- Lübbecke, Fried (1883–1965), deutscher Kunsthistoriker
- Lübbecke, Johann, deutscher Hochschullehrer und Bürgermeister
- Lübbecke-Job, Emma (1888–1982), deutsche Pianistin
- Lübben, August (1818–1884), deutscher Germanist, Bibliothekar und Gymnasiallehrer
- Lübben, Gerd Hergen (* 1937), deutscher Autor sowie Kultur- und Bildungsarbeiter
- Lübben, Heinrich (1883–1931), deutscher Zoodirektor
- Lübben, Ilse (1936–1998), deutsche Politikerin (SPD), MdL
- Lübben, Jörn Felix (* 1966), deutscher Hochschullehrer für physikalische Chemie
- Lübben, Jost (* 1964), deutscher Journalist
- Lübben, Karin, deutsche Schauspielerin und Theaterleiterin sowie Theaterpädagogin
- Lübben, Lars (* 1973), deutscher Politiker (Bündnis 90/Die Grünen)
- Lubben, Shelley (1968–2019), US-amerikanische Pornodarstellerin
- Lübben, Tobias (* 1973), deutscher Journalist und Autor
- Lubberding, Henk (* 1953), niederländischer Radrennfahrer
- Lubberger, Fritz (1874–1952), Nachrichtentechniker und Pionier der Wähltechnik
- Lubberger, Valentin Emil (* 1981), deutscher Schauspieler
- Lubbering, Hans, deutscher Behindertensportler
- Lübbers, Bernhard (* 1976), deutscher Historiker und Bibliothekar
- Lubbers, Bob (1922–2017), US-amerikanischer Comiczeichner
- Lübbers, Christian (* 1977), deutscher Facharzt für Hals-Nasen-Ohren-Heilkunde und Homöopathiekritiker
- Lubbers, Eva (* 1992), niederländische Sprinterin
- Lübbers, Georg Nicolaus von (1724–1788), deutscher Major und Unternehmer
- Lubbers, Klaus (* 1935), deutscher Amerikanist
- Lübbers, Norbert (* 1977), deutscher Dokumentarfilmer, Journalist und Produzent
- Lubbers, Ruud (1939–2018), niederländischer Politiker und ÖkonomRuud Lubbers (1939–2018)

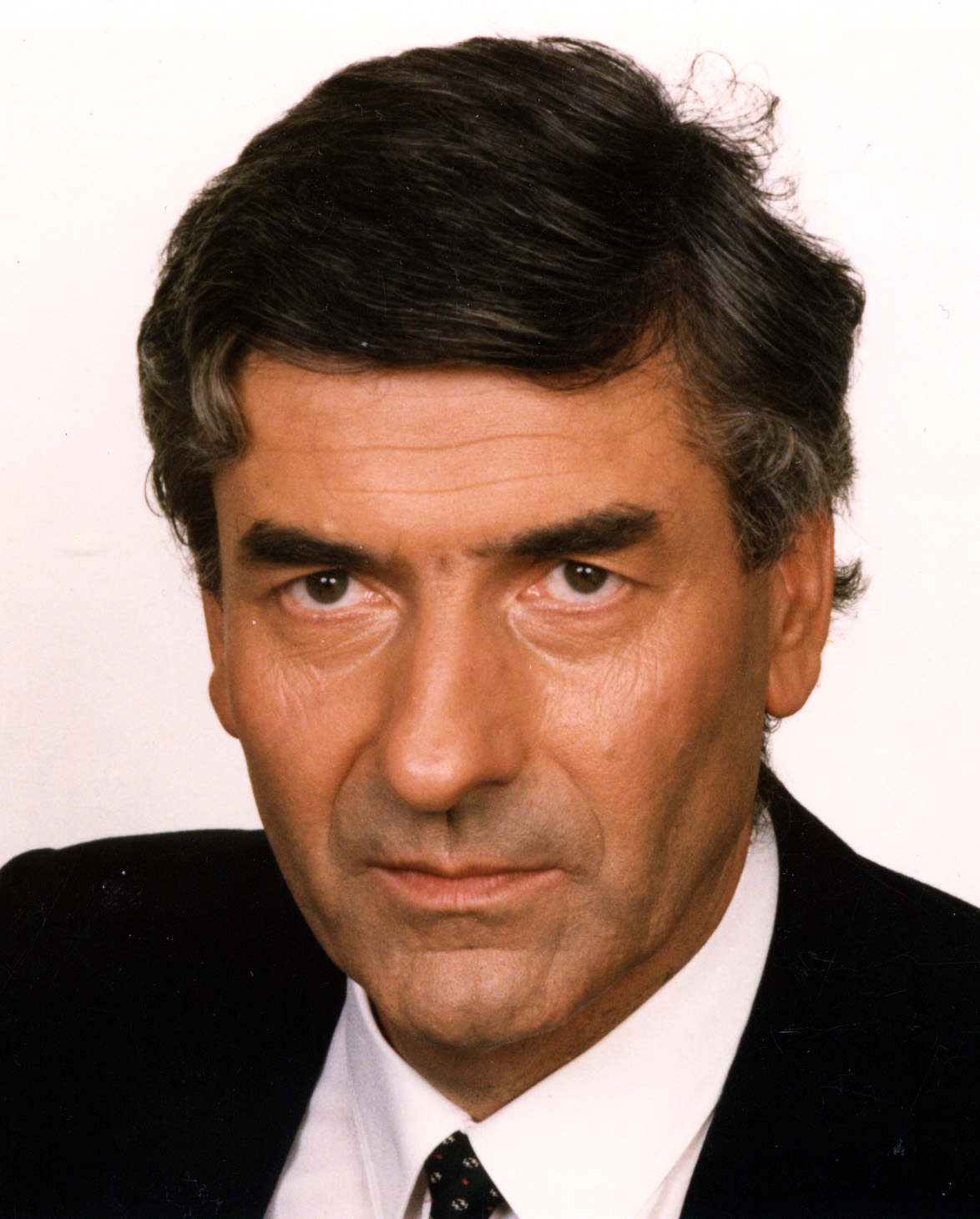
Ruud Lubbers (1939–2018)

- Lübbers-Wegemann, Helene (1875–1958), deutsche Landschaftsmalerin
- Lübbersmann, Michael (* 1961), deutscher Jurist und Politiker (CDU)
- Lübbersmeyer, Maximilian (* 1988), deutscher Handballtrainer
- Lubbert von Langen († 1369), Domherr in Münster
- Lubbert von Ramsberg, Domherr und Offizial im Hochstift Münster
- Lubbert von Rodenberg († 1396), Vizedominus und Domherr in Münster
- Lübbert, Eduard (1830–1889), deutscher klassischer Philologe und Archäologe
- Lübbert, Erich (1883–1963), deutscher Industrieller
- Lübbert, Ernst (1879–1915), deutscher Maler und Illustrator
- Lübbert, Friedrich (1818–1892), deutscher Militärmusiker und Komponist
- Lübbert, Hans (1870–1951), deutscher Beamter, Manager und Hochschullehrer der Fischereiwirtschaft, Hamburger Politiker
- Lübbert, Orlando (* 1945), chilenischer Filmregisseur und Drehbuchautor
- Lubbert, Sibrand († 1625), deutscher reformierter Theologe
- Lübbert, Ulrich (1867–1945), deutscher Konteradmiral der Kaiserlichen Marine
- Lübbes, Maria (1847–1939), deutsche Porträtmalerin, Genremalerin und Stilllebenmalerin der Düsseldorfer Schule
- Lübbing, Hermann (1901–1978), deutscher Archivar
- Lubbock, Edgar (1847–1907), englischer Fußball-, Cricket- und Tennisspieler
- Lubbock, Eric, 4. Baron Avebury (1928–2016), britischer Peer und Politiker der Liberal Demokraten
- Lubbock, Francis (1815–1905), US-amerikanischer Politiker und 9. Gouverneur von Texas
- Lubbock, Jeremy (1931–2021), britischer Musiker, Arrangeur und Komponist
- Lubbock, John, 1. Baron Avebury (1834–1913), britischer Anthropologe, Entomologe und Paläontologe
- Lubbock, John, 3. Baron Avebury (1915–1971), britischer Peer und Politiker
- Lubbock, John, 3. Baronet (1803–1865), britischer Astronom, Physiker, Mathematiker und Bankier
- Lubbock, Richard (1759–1808), englischer Chemiker und Arzt
- Lübbren, Nina, deutsche Kunsthistorikerin und Filmwissenschaftlerin
- Lübbring, Josef (1876–1931), deutscher Handwerker (Maurer), Gewerkschaftsfunktionär, Staatsbeamter (Polizeipräsident) und Politiker (SPD), MdR

### Lubc
- Lübchen, Gustav-Adolf (1930–2008), deutscher Jurist
- Lubchenco, Jane (* 1947), US-amerikanische Meeresbiologin
- Lübcke, Andrea (* 1978), deutsche Politikerin (Bündnis 90/Die Grünen)Andrea Lübcke (* 1978)

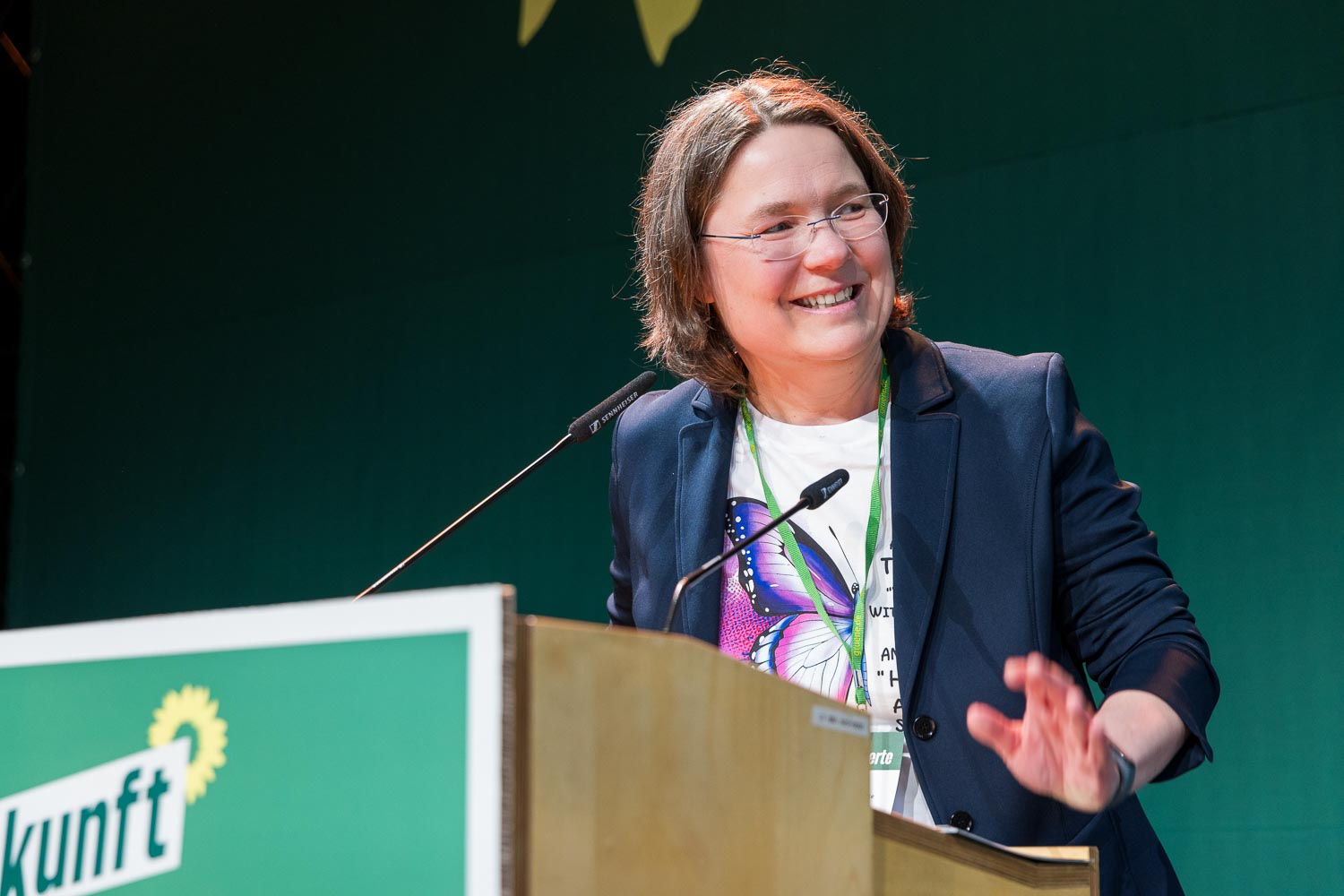
Andrea Lübcke (* 1978)

- Lübcke, Angelina (* 1991), deutsche Fußballspielerin
- Lübcke, Ernst (1890–1971), deutscher Physiker
- Lübcke, Gustav (1868–1925), deutscher Kaufmann, Kunstsammler und Museumsdirektor
- Lübcke, Kenny (* 1966), dänischer Sänger
- Lübcke, Poul (1951–2020), dänischer Philosoph und Hochschullehrer
- Lübcke, Walter (1953–2019), deutscher Politiker (CDU), MdLWalter Lübcke (1953–2019)

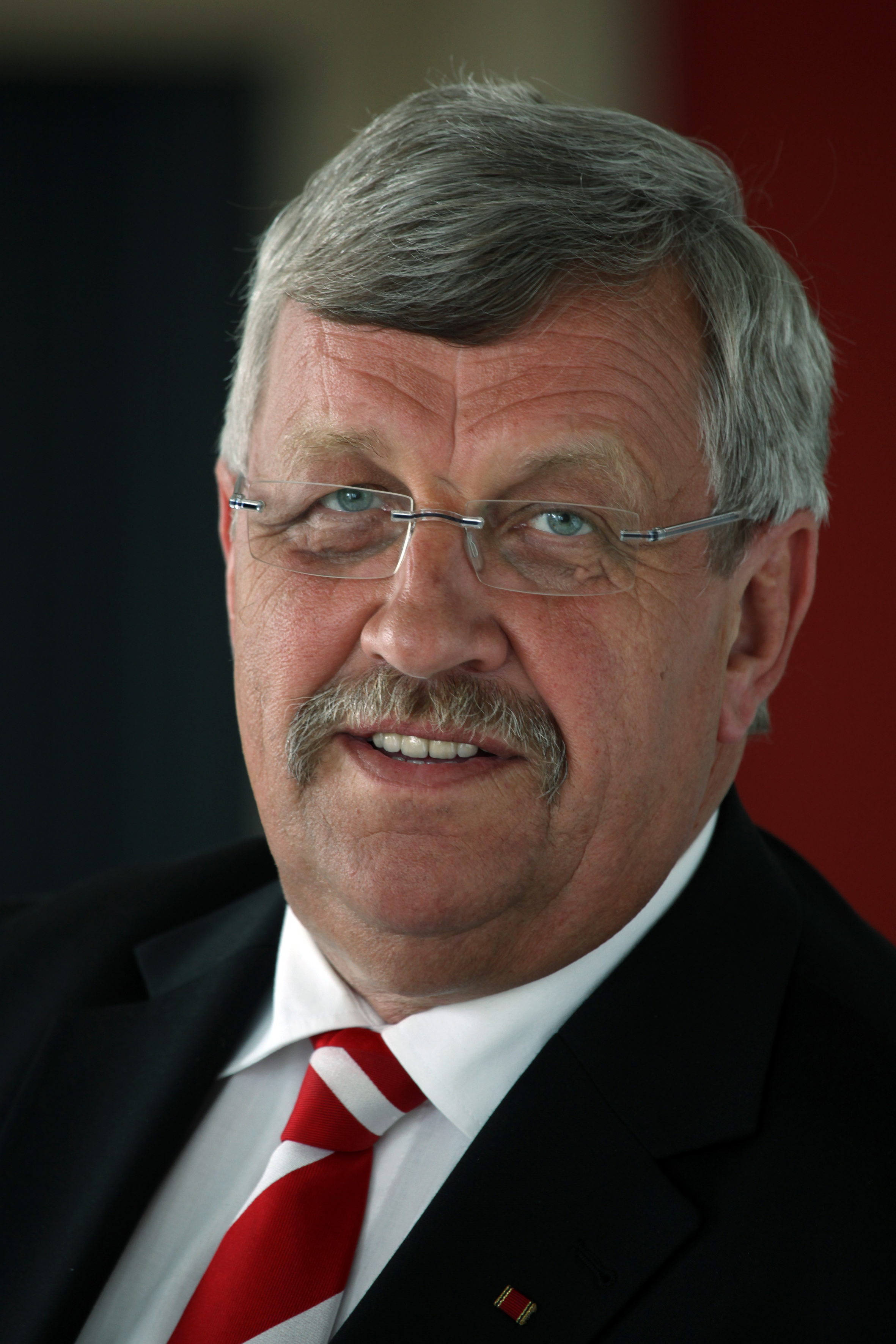
Walter Lübcke (1953–2019)

- Lübcke, Wilhelm (1882–1956), deutscher Widerstandskämpfer

### Lube
- Lube, Max (1843–1903), deutsch-US-amerikanischer Schauspieler und Theaterregisseur
- Lübeck, Andreas (* 1956), deutscher Radrennfahrer
- Lübeck, Friedrich Wilhelm (1814–1850), deutscher Geiger und Komponist
- Lübeck, Hannelore (1927–2014), deutsche Schauspielerin
- Lübeck, Hans (1908–1992), deutscher politischer Funktionär (KPD)
- Lübeck, Johann Heinrich (1799–1865), deutsch-niederländischer Geiger, Komponist und Musikpädagoge
- Lübeck, Konrad (1873–1952), deutscher katholischer Pfarrer, Kirchenhistoriker, Lehrer und Heimatforscher
- Lübeck, Louis (1838–1904), deutscher Cellist
- Lübeck, Oswald (1883–1935), deutscher Fotograf
- Lübeck, Vincent (1654–1740), deutscher Komponist des Barock
- Lübeck, Wilhelm (1809–1879), deutscher Turner und Turnpädagoge
- Lubecus, Franciscus (1533–1595), Chronist der Stadt Göttingen
- Lubega, Edrisa (* 1998), ugandischer Fußballspieler
- Lubej, Emil H. (* 1950), österreichischer Musikwissenschaftler
- Lubej, Zoran (* 1975), slowenischer Handballspieler
- Lubek, Ulrike (* 1963), deutsche Juristin, LVR-DirektorinUlrike Lubek (* 1963)

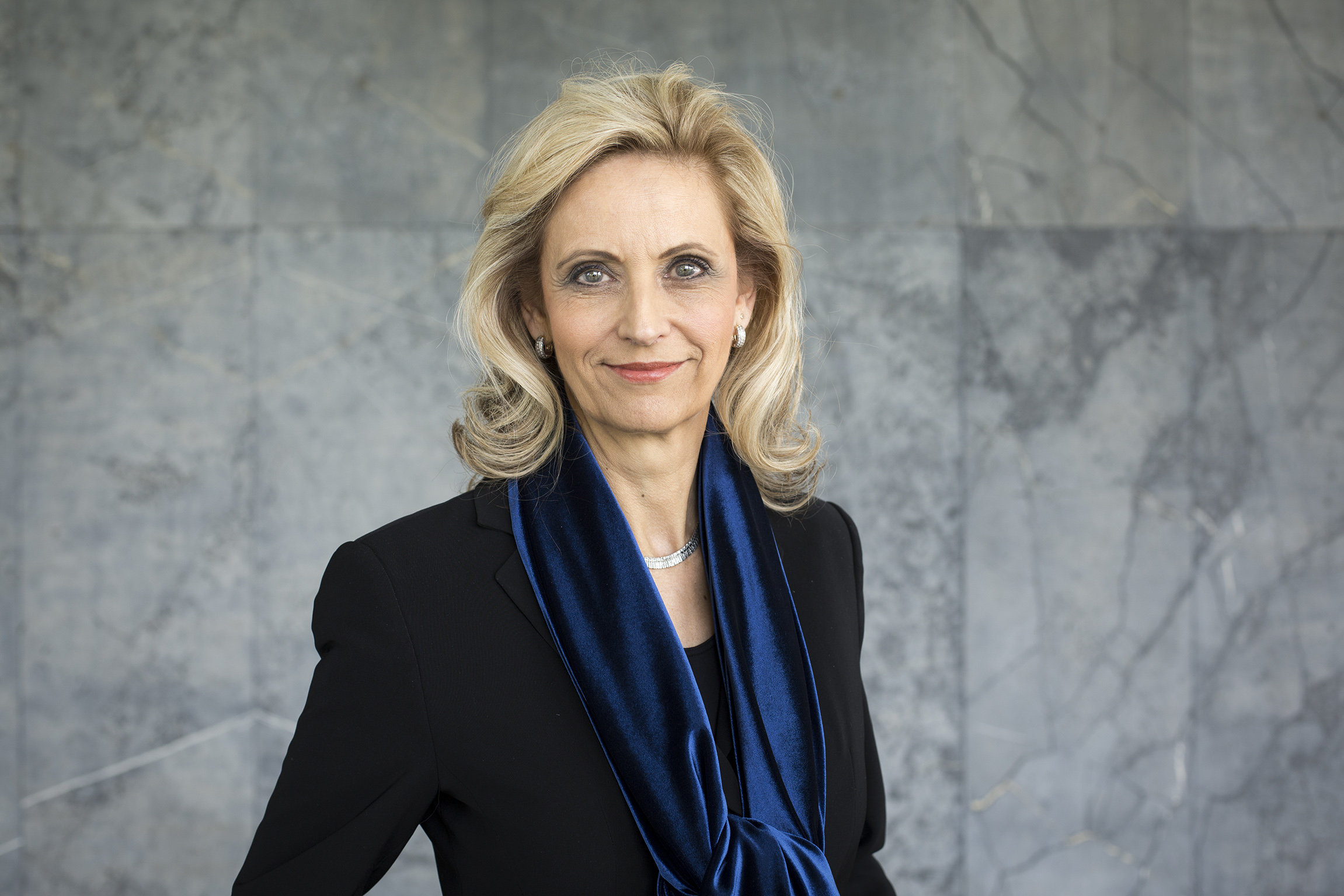
Ulrike Lubek (* 1963)

- Lübeke, Peter (1952–2022), deutscher Fußballspieler
- Lubelski, Mascha (* 1936), israelische Politikerin und Knessetabgeordnete
- Lubelski, Salomon (* 1902), polnischer Mathematiker
- Lüben, Adolf (1863–1951), deutscher Politiker (DDP, CDU) sowie Amtshauptmann in Grevesmühlen und MdL
- Lüben, August (1804–1874), deutscher Pädagoge
- Lüben, Johann (1821–1889), deutscher Landwirt und Politiker (DFP), MdR
- Lubenez, Polina (* 2005), ukrainische Eishockeyspielerin
- Lubensky, Tom (* 1943), US-amerikanischer Physiker
- Lubentius, Priester und Missionar
- Luber, Elena (1914–1982), deutsche Schauspielerin
- Luber, Georg (1893–1961), deutscher Landwirt und Politiker (NSDAP), MdL
- Luber, Georg (1912–1980), deutscher Fußballspieler
- Luber, Hans (1892–1940), deutscher Wasserspringer
- Luber, Hans (1930–2013), deutscher Bauingenieur und Verbandsfunktionär
- Luber, Max (1879–1950), deutscher Maler
- Luber, Meike (* 1965), deutsche Fußballspielerin
- Luber, Reiner Hartmut (1949–2011), deutscher Folk-Musiker
- Lüber, Sigrid (* 1955), Schweizer Meeresschützerin
- Luber, Susanne (* 1951), deutsche Slawistin und Bibliothekarin
- Lübeß, Hugo (1903–1980), deutscher Lehrer, Archivar und Heimatforscher
- Lubetkin, Berthold (1901–1990), russischer Architekt
- Lubetkin, Zivia (1914–1978), jüdische WiderstandskämpferinZivia Lubetkin (1914–1978)

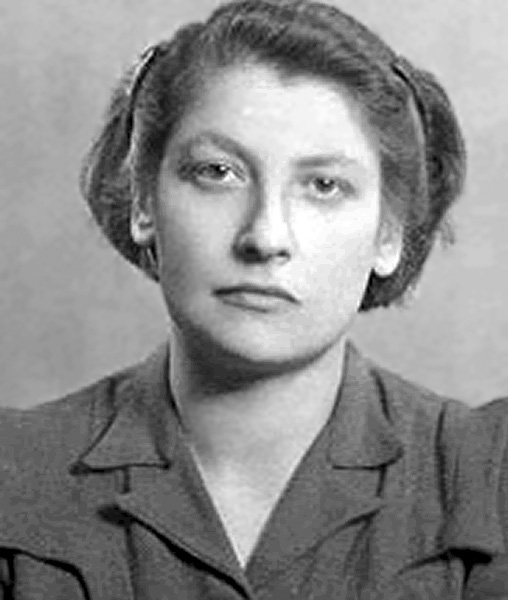
Zivia Lubetkin (1914–1978)

- Lubetz, Andreas (* 1976), österreichischer Radballspieler
- Lubezki, Emmanuel (* 1964), mexikanischer Kameramann

### Lubi
- Lubiani, Francesca (* 1977), italienische Tennisspielerin
- Lubich von Milovan, Adolf (1819–1901), österreichisch-ungarischer Generalleutnant der k.u.k. Armee und Gutsbesitzer in Böhmen
- Lubich, Chiara (1920–2008), italienische Ordensfrau, Gründerin der FokolarbewegungChiara Lubich (1920–2008)

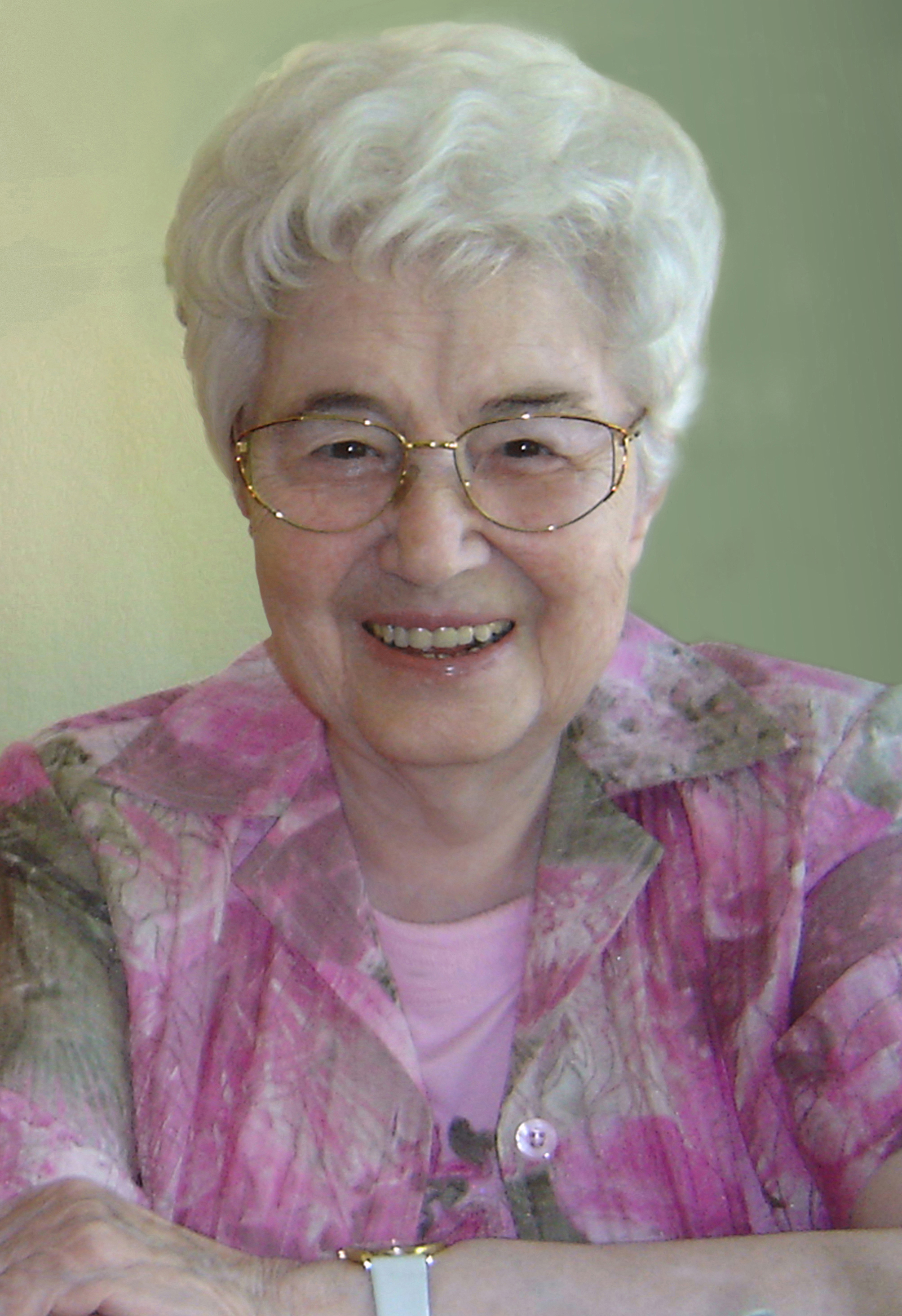
Chiara Lubich (1920–2008)

- Lubich, Christian (* 1959), österreichischer Mathematiker
- Lubich, Frederick Alfred (* 1951), deutscher Literaturwissenschaftler
- Lubich, Gerhard (* 1964), deutscher Historiker
- Lubich, Hannes (* 1961), deutscher Informatiker und Hochschullehrer
- Lubicz-Nycz, Leszek (1899–1939), polnischer Säbelfechter
- Lubienė, Lyda (* 1957), litauische Chemieingenieurin
- Lubieniecki, Stanisław (1623–1675), polnischer Historiker, Astronom und Vertreter des Sozinianismus
- Lubieniecki, Teodor Bogdan († 1716), polnischer Barockmaler
- Łubieńska, Teresa (1884–1957), polnische Widerstandskämpferin und Sozialaktivistin
- Łubieński, Feliks (1758–1848), polnischer Politiker und Rechtsanwalt, preußischer Graf
- Łubieński, Maciej (1572–1652), Erzbischof
- Łubieński, Stanisław (1573–1640), polnischer königlicher Vizekanzler, Bischof und Publizist
- Łubieński, Stanisław (* 1983), polnischer Schriftsteller und Kulturwissenschaftler
- Łubieński, Tomasz (1784–1870), polnischer General und Unternehmer
- Łubieński, Tomasz (1938–2024), polnischer Historiker, Publizist, Literaturkritiker und Schriftsteller
- Łubieński, Władysław Aleksander (1703–1767), polnischer Erzbischof
- Lubières, Charles-Benjamin de (1714–1790), schweizerischer Mathematiker, Enzyklopädist
- Lubin, Arthur (1898–1995), US-amerikanischer Filmregisseur
- Lubin, Clarence I. (1900–1989), US-amerikanischer Mathematiker
- Lubin, David (1849–1919), amerikanischer Landwirtschaftsreformer
- Lubin, Eilhard (1565–1621), deutscher Theologe, Mathematiker, Geograph
- Lubin, Erickson (* 1995), haitianisch-US-amerikanischer Boxer im Halbmittelgewicht
- Lubin, Frank (1910–1999), US-amerikanisch-litauischer Basketballspieler
- Lubin, Frederick (* 2004), britischer Autorennfahrer
- Lubin, Georges (1904–2000), französischer Schriftsteller, Privatgelehrter, Romanist und Literarhistoriker
- Lubin, Germaine (1890–1979), französische Opernsängerin (Sopran)Germaine Lubin (1890–1979)

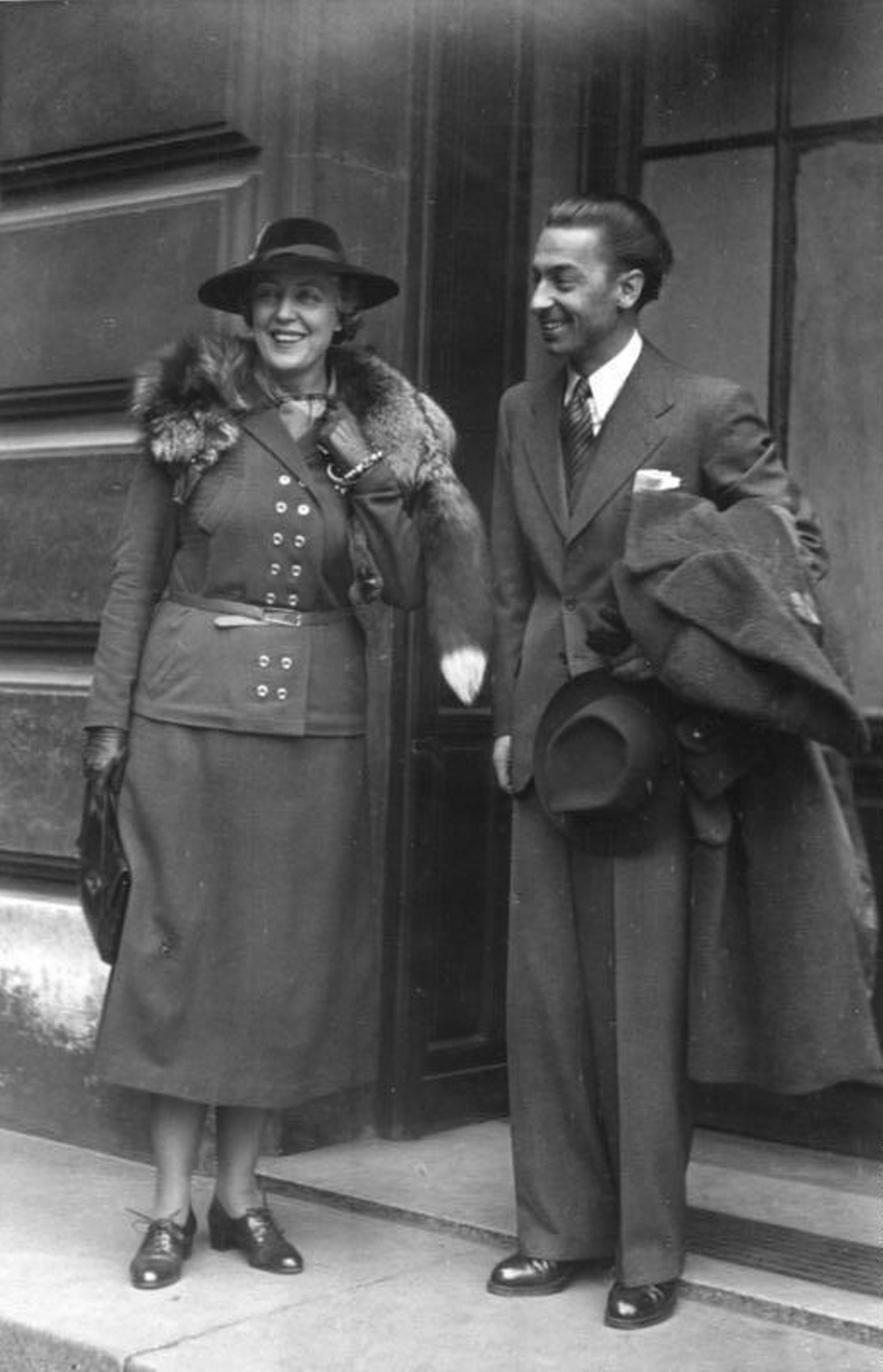
Germaine Lubin (1890–1979)

- Lubin, Jonathan (* 1936), US-amerikanischer Mathematiker
- Lubin, Siegmund (1851–1923), Wegbereiter des Films
- Lubin-Lebrère, Marcel-Frédéric (1891–1972), französischer Rugby-Union-Spieler
- Lubina, Alexander (1979–2022), deutscher Langstreckenläufer und Marathonläufer
- Lubina, Klaus (* 1942), deutscher Gebrauchsgrafiker
- Lubina, Ladislav (1967–2021), tschechischer Eishockeyspieler und -trainer
- Lubinda, Given (* 1963), sambischer Politiker
- Lubinetzki, Raja (* 1962), deutsche Lyrikerin und Malerin
- Lubinger, Eva (1930–2023), österreichische Schriftstellerin
- Lubinski, Christina (* 1979), deutsche Historikerin und Hochschullehrerin
- Lubinski, Dagobert (1893–1943), deutscher Journalist und Widerstandskämpfer
- Lubinszky, Tibor (1909–1956), ungarischer Kinderdarsteller der Stummfilmzeit
- Lubinus, Hans (1893–1973), deutscher Chirurg
- Lubinus, Johann (1865–1937), deutscher Arzt in Kiel
- Lubitsch, Ernst (1892–1947), deutsch-US-amerikanischer Filmregisseur und SchauspielerErnst Lubitsch (1892–1947)

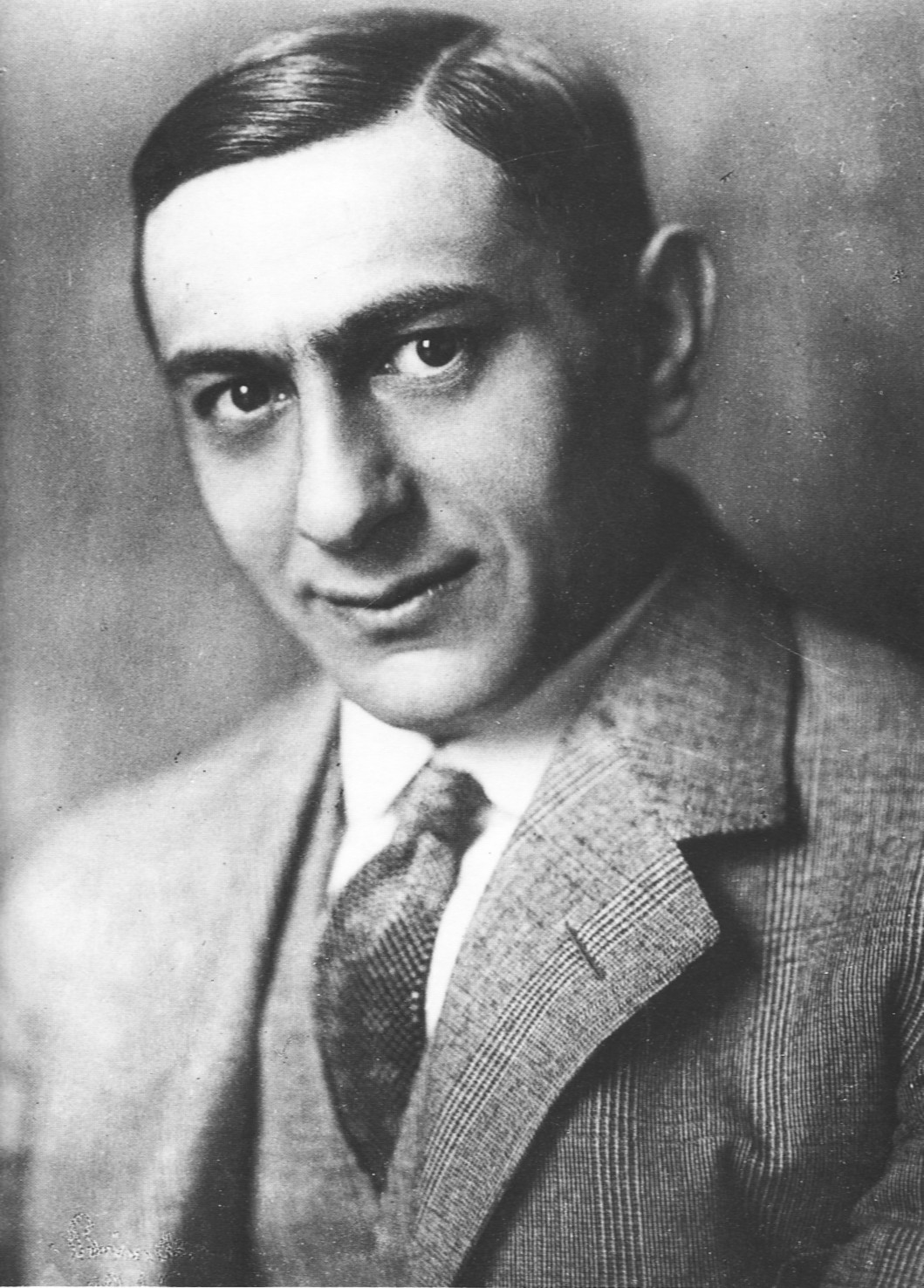
Ernst Lubitsch (1892–1947)

- Lubitsch, Nika, deutsche Krimiautorin
- Lubitz, Andreas (1987–2015), deutscher Pilot
- Lubitz, Monika (* 1943), deutsche Tänzerin
- Lubitz, Otto Ernst (1896–1943), deutscher Filmproduzent und Drehbuchautor
- Lubitz, Tom (* 1995), deutscher Nordischer Kombinierer
- Lubitz, Wolfgang (* 1949), deutscher Chemiker und Biophysiker

### Lubj
- Lubjanzew, Alexander Michailowitsch (* 1986), russischer Pianist

### Lubk
- Lubk, Hans-Ulrich (* 1944), deutscher Landwirt, Agraringenieur und Politiker (CDU), MdVK
- Lübke, Andreas (* 1967), deutscher Fußballspieler
- Lübke, Britta (* 1958), deutsche Fernsehjournalistin, Regisseurin und Produzentin
- Lübke, Christian (* 1953), deutscher Historiker
- Lübke, Frank (* 1957), Schweizer Publizist
- Lübke, Frank (* 1965), deutscher Handballtorwart
- Lübke, Friedrich Wilhelm (1887–1954), deutscher Politiker (CDU), MdL
- Lübke, Georg (1859–1924), deutscher Architekt und Hochschullehrer
- Lübke, Heinrich (1894–1972), deutscher Politiker (Zentrum, CDU), MdL, MdB, Bundespräsident der Bundesrepublik Deutschland (1959–1969)Heinrich Lübke (1894–1972)

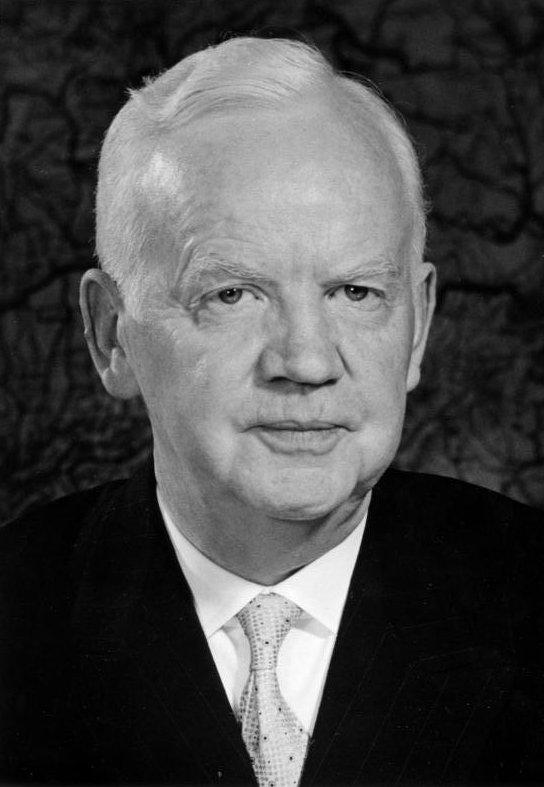
Heinrich Lübke (1894–1972)

- Lübke, Helmut (1936–2006), deutscher Unternehmer
- Lübke, Julia (* 1977), deutsche Rechtswissenschaftlerin und Hochschullehrerin
- Lübke, Kay (* 1971), deutscher Jazzmusiker (Schlagzeug, Komposition)
- Lübke, Marco (* 1976), deutscher Politiker (CDU), MdBB
- Lübke, Ralf (* 1965), deutscher Leichtathlet und Olympiamedaillengewinner
- Lübke, Waldemar, deutscher Fußballspieler
- Lübke, Waldemar (1914–1994), deutscher Oberstudienrat und Politiker (SPD), MdL Rheinland-Pfalz und Bürgermeister
- Lübke, Walter (1861–1930), preußischer Politiker (DVP) und Oberbürgermeister der Stadt Bad Homburg vor der Höhe
- Lübke, Wilhelm (1826–1893), deutscher Kunsthistoriker
- Lübke, Wilhelmine (1885–1981), deutsche Politikerin, Vorsitzende des MüttergenesungswerksWilhelmine Lübke (1885–1981)

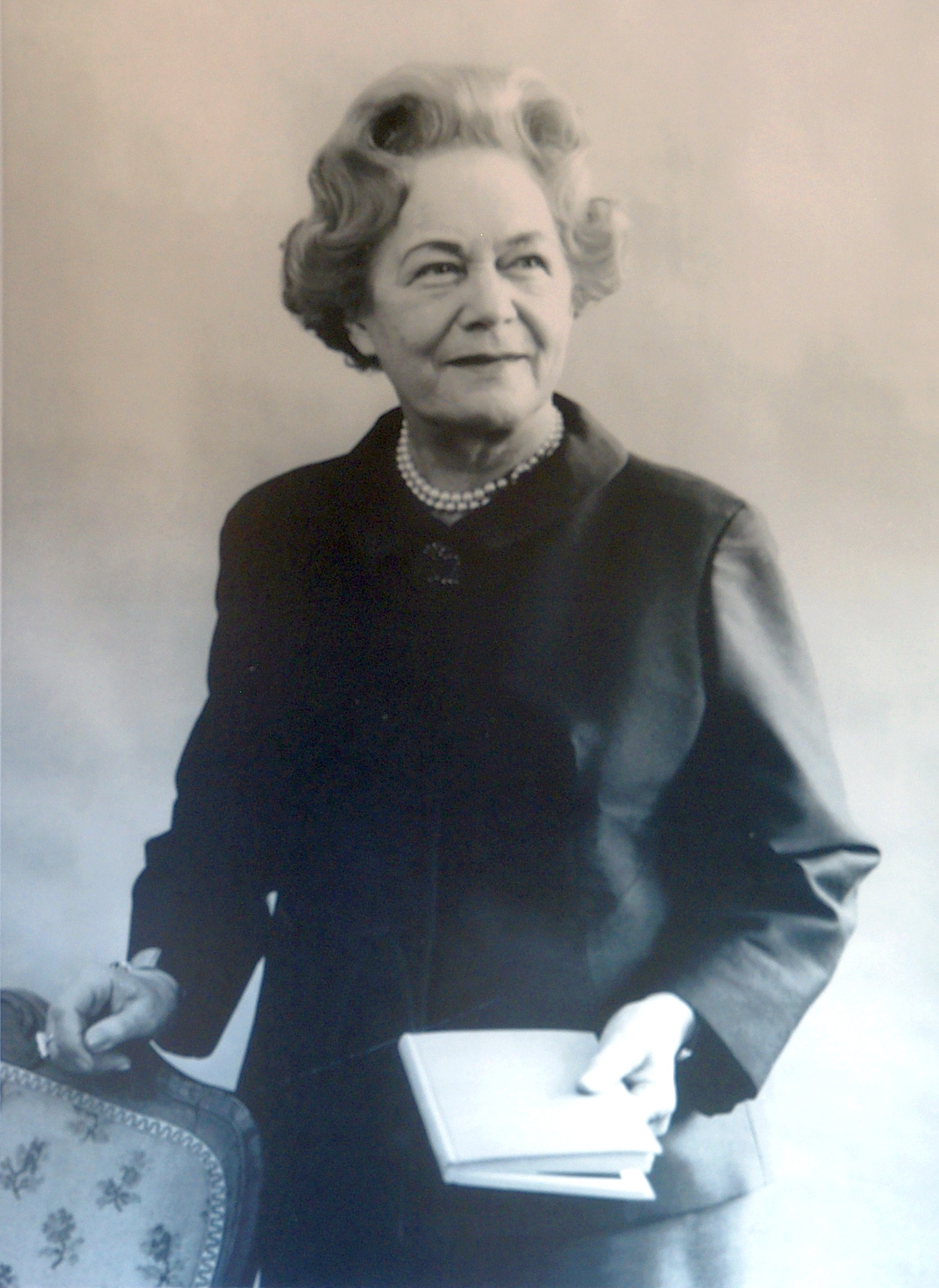
Wilhelmine Lübke (1885–1981)

- Lübkemeier, Eckhard (* 1951), deutscher Politikwissenschaftler und Diplomat
- Lübken, Franz-Josef (* 1954), deutscher Physiker
- Lübker, Friedrich (1811–1867), deutscher klassischer Philologe
- Lübkert, Gustav (1840–1876), deutscher Politiker (SADP) und Reformer
- Lübkert, Johann Heinrich Bernhard (1798–1858), deutscher evangelischer Theologe
- Lübking, Herbert (* 1941), deutscher Handballspieler
- Lubkoll, Christine (* 1956), deutsche Germanistin
- Lubkowitz, Mark (* 1980), deutscher Journalist und Informatiker

### Lubl
- Lublin, Adam aus, polnischer Maler in Krakau
- Lublin, Alfred (1895–1956), deutscher Arzt und Diabetologe
- Lublin, Lea (1929–1999), argentinisch-französische Künstlerin
- Lublin, Meir (1558–1616), polnischer Rabbiner, Talmudist und Posek
- Lubliner, Bonita (* 1998), deutsche Schauspielerin
- Lubliner, Hugo (1846–1911), deutscher Schriftsteller
- Lublinski, Jan (* 1968), deutscher Hörfunk- und Wissenschaftsjournalist
- Lublinski, Samuel (1868–1910), deutscher Schriftsteller, Kritiker und Religionsphilosoph

### Lubn
- Lubna von Córdoba, Dichterin im Kalifat von Córdoba
- Lubnauer, Katarzyna (* 1969), polnische Sejm-Abgeordnete
- Lubner, Thomas (* 1963), deutscher Basketballspieler
- Lubnow, Siegfried (* 1924), deutscher Motorbootrennfahrer

### Lubo
- Luboff, Norman (1917–1987), US-amerikanischer Komponist und Chorleiter
- Lubojatzky, Franz (1807–1887), deutscher Schriftsteller
- Luboldt, Arno (1866–1915), deutscher Fabrikant und Politiker, MdL
- Lubomierski, Hartmut (* 1943), deutscher Jurist, Datenschutzbeauftragter von Hamburg
- Lubomirska, Izabela (1736–1816), polnische Fürstin, Mäzenin und Kunstsammlerin
- Lubomirska, Rozalia (1768–1794), polnische Adlige zur Zeit der französischen Revolution
- Lubomirska, Theresa Katharina (1685–1712), polnische Adlige
- Lubomirski, Alexander Jakob (1695–1772), polnischer und sächsischer General und Regimentschef
- Lubomirski, Georg Martin von (1738–1811), polnischer General
- Lubomirski, Hieronim Augustyn († 1706), polnischer Magnat, Politiker und Feldherr
- Lubomirski, Jerzy Dominik († 1727), polnischer Kronoberkämmerer
- Lubomirski, Jerzy Sebastian (1616–1667), polnischer Szlachcic, Magnat, Politiker und militärischer Führer
- Lubomirski, Karl (* 1939), österreichischer Dichter
- Lubomirski, Stanisław (1583–1649), polnischer Adeliger
- Lubomirski, Stanisław (1704–1793), polnischer Adeliger, Magnat und Reichsfürst im HRR
- Lubomirski, Stanisław (1875–1932), polnischer Hochschullehrer
- Lubomirski, Theodor (1683–1745), Krakauer Woiwode, kaiserlicher Feldmarschall
- Lubomirski, Zdzisław (1865–1943), polnischer Aristokrat, Großgrundbesitzer und Politiker
- Lubomirsky, Georg Ignatius von (1691–1753), Reichsgraf von Wisnitz und Jaloslau, königlich polnisch-sächsischer General der Kavallerie
- Lubomski, Reinhold (* 1952), deutscher Eishockeyspieler
- Lubonja, Fatos (* 1951), albanischer Schriftsteller und Dissident
- Lubonja, Liri (1926–2021), albanische Schriftstellerin und Verfolgte
- Lubonja, Todi (1923–2005), albanischer kommunistischer Politiker
- Luborsky, Lester (1920–2009), US-amerikanischer Psychotherapieforscher
- Lubos, Arno (1928–2006), deutscher Lehrer, Literaturhistoriker und Schriftsteller
- Lubosch, Marc (* 1972), deutscher Schauspieler und Kameramann
- Lubosch, Ute (* 1953), deutsche Schauspielerin
- Lubosch, Wilhelm (1875–1938), deutscher Anatom (Mediziner und Zoologe) und Morphologe
- Luboshutz, Lea (1885–1965), russische Geigerin und Musikpädagogin
- Luboshutz, Pierre (1891–1971), russischer Pianist und Musikpädagoge
- Lubotsky, Mark (1931–2021), russischer Violinist
- Lubotzky, Alexander (* 1956), israelischer Mathematiker
- Lubotzky, Asael (* 1983), israelischer Arzt, Autor und Molekularbiologe
- Lubowicz, Dawid (* 1981), polnischer Jazzmusiker (Violine, Komposition)
- Lubowiecki, Cornelius von (* 1876), österreichischer Diskuswerfer
- Lubowski, Anton (1952–1989), namibischer Rechtsanwalt, Freiheitskämpfer
- Lubowski, Helmut (1903–1986), deutscher Architekt
- Lubowski, Manou (* 1969), deutscher Schauspieler, Synchron- und Hörspielsprecher
- Lubowski, Thomas (* 1952), deutscher Journalist

### Lubr
- Lubrani, Uri (1926–2018), israelischer Botschafter
- Lubrano, Giacomo (1619–1693), italienischer Jesuitenpater und Prediger
- Lubrano, Joseph (* 1970), italo-amerikanischer Mobster
- Lubrano, Suzanna (* 1975), kap-verdische Zouksängerin
- Lubrański, Jan (1456–1520), polnischer Bischof
- Lubrecht, Theodor Hermann August (1846–1919), deutscher lutherischer Geistlicher und Politiker
- Lubrich, Fritz (1888–1971), deutscher Organist und Komponist
- Lubrich, Oliver (* 1970), deutscher Literaturwissenschaftler
- Lubricht, Rüdiger (* 1947), deutscher Fotograf

### Lubs
- Lubs, Dietrich (* 1938), deutscher Industriedesigner
- Lubsczyk, Hans (1911–2008), deutscher römisch-katholischer Priester, Theologe und Exeget
- Lubse, Harry (* 1951), niederländischer Fußballspieler
- Lübsen, Heinrich Borchert (1801–1864), deutscher Mathematiker
- Lubsen, Walter (* 1955), US-amerikanischer Ruderer

### Lubt
- Lubtchansky, William (1937–2010), französischer Kameramann
- Lübtow, Julius von (1799–1876), preußischer Generalmajor
- Lübtow, Ulrich von (1900–1995), deutscher Rechtswissenschaftler

### Lubu
- Lubungo, Stanley (* 1967), sambischer Ordensgeistlicher und katholischer Missionar, Generaloberer der Weißen Väter
- Luburić, Vjekoslav (1914–1969), Ustascha-Funktionär und Kommandant des KZ JasenovacVjekoslav Luburić (1914–1969)

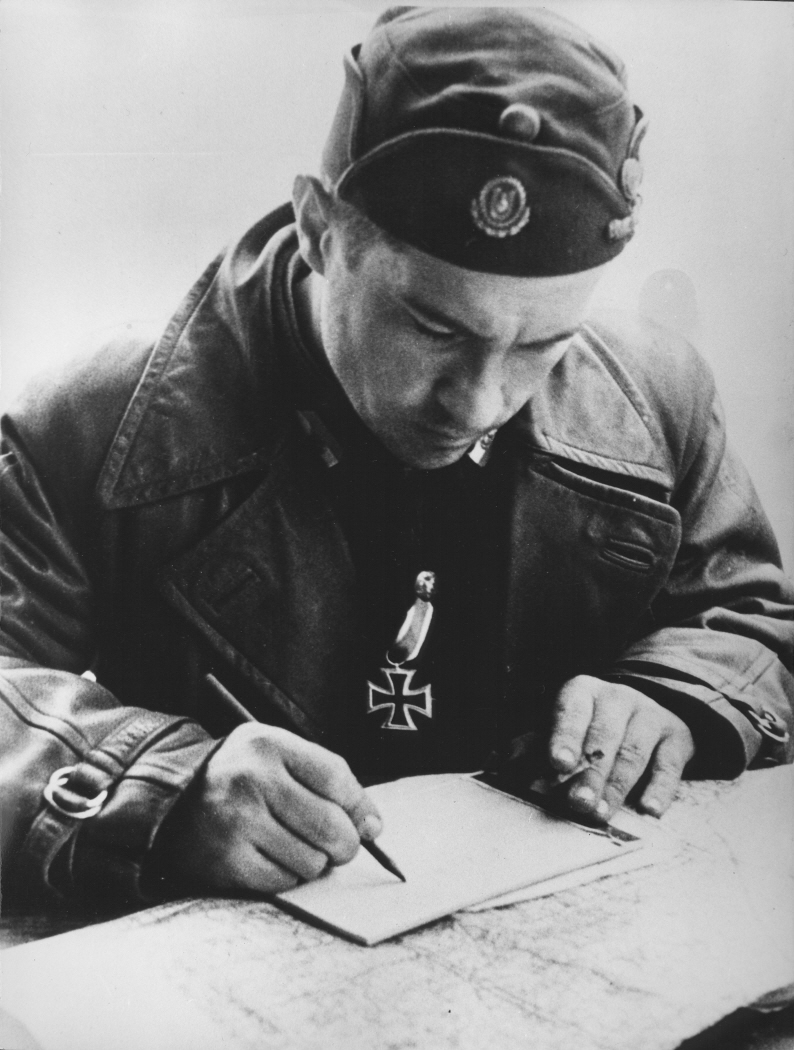
Vjekoslav Luburić (1914–1969)

- Luburić, Zdravko (* 1942), deutsch-kroatischer Schriftsteller

### Luby
- Luby, Michael, US-amerikanischer Informatiker
- Lubyová, Martina (1967–2023), slowakische Wirtschaftswissenschaftlerin und Politikerin
- Lubys, Bronislovas (1938–2011), litauischer Industrieller und Politiker